# 알아차림
알아차림(awareness)은 철학과 심리학에서 사건을 알고, 인식하고, 인지하는 것에 대한 개념이다. 또 다른 정의는 정보가 광범위한 행동의 방향으로 직접 가져올 수 있을 때 주체가 일부 정보를 알고 있는 상태로 설명한다. 이 개념은 종종 의식과 동의어이며 의식 (심리철학) 자체로도 이해된다.
알아차림 상태는 경험 상태와도 연관되어 인식으로 표현된 구조가 경험 구조에 반영된다.

## 같이 보기
- 윤리학
- 심리철학
- 가치관